# Palazzo Moles
Il Palazzo Moles è un edificio di valore storico e architettonico di Napoli, ubicato in via Vergini, accanto al celebre Palazzo dello Spagnolo.
Non sono molte le informazioni sulle vicissitudini storiche di questo palazzo, il quale risale probabilmente al XVII secolo. Nel XVIII secolo avvenne un rinnovamento radicale dell'edificio che riguardò la facciata a quattro piani caratterizzata soprattutto dagli stucchi "mossi" in stile rococò che decorano le cornici delle finestre dei primi tre piani e la scala aperta in fondo al cortile che a ogni livello presenta un'arcata ribassata centrale affiancata ai lati da due arcate a tutto sesto.
Il nome del palazzo si deve alla famiglia Moles, che ne era proprietaria ai tempi del Catasto provvisorio del 1815-1820 voluto da re Murat e il cui stemma è affrescato sulla volta dell'androne. All'epoca del Catasto esso possedeva ancora una galleria affrescata e il giardino che andò perduto quando nella seconda metà del XIX secolo fu tracciata ed edificata l'attuale via Mario Pagano.
Oggi è adibito a condominio privato in condizioni conservative non ottimali.

## Altre immagini

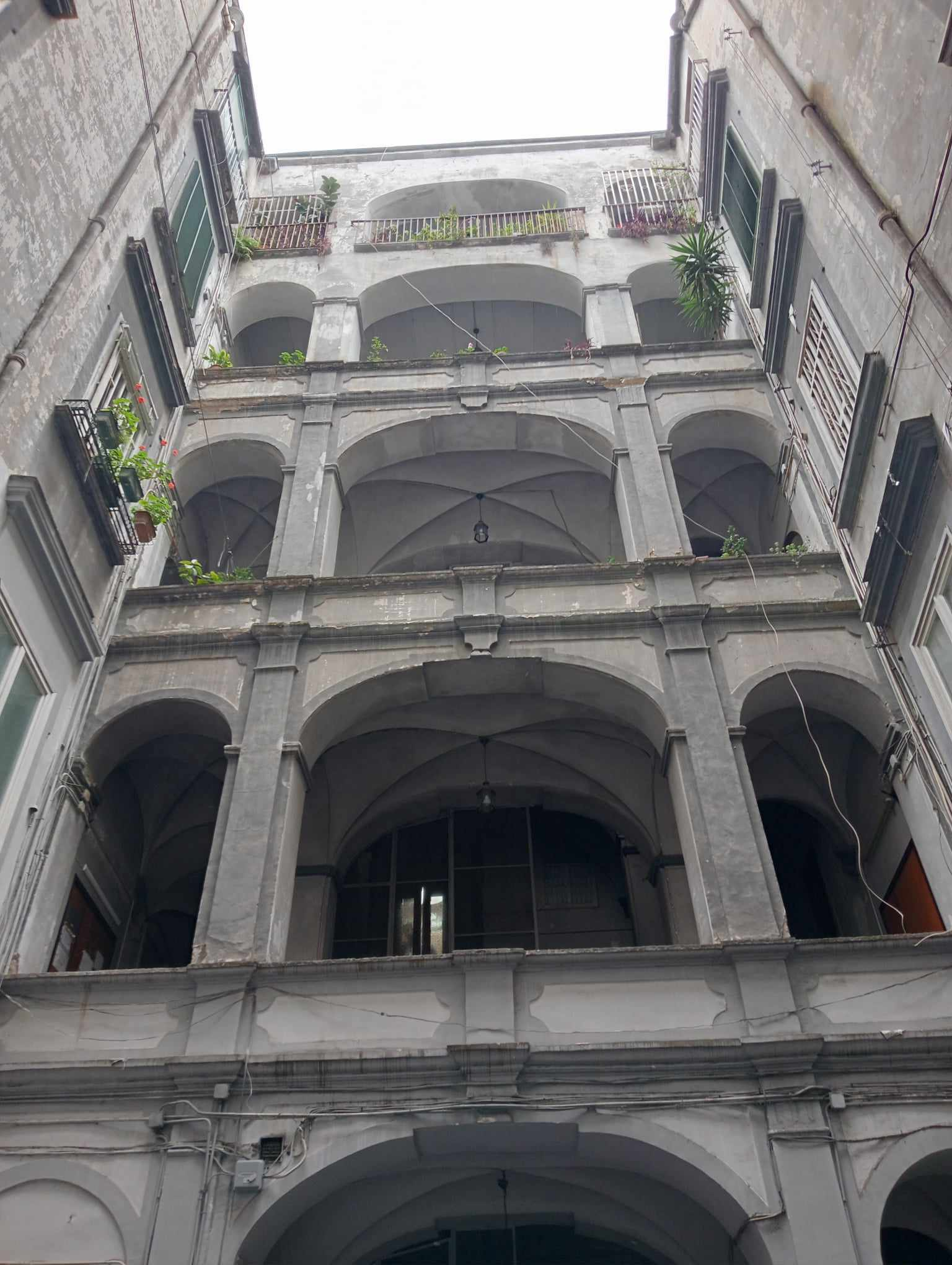
La scala aperta settecentesca
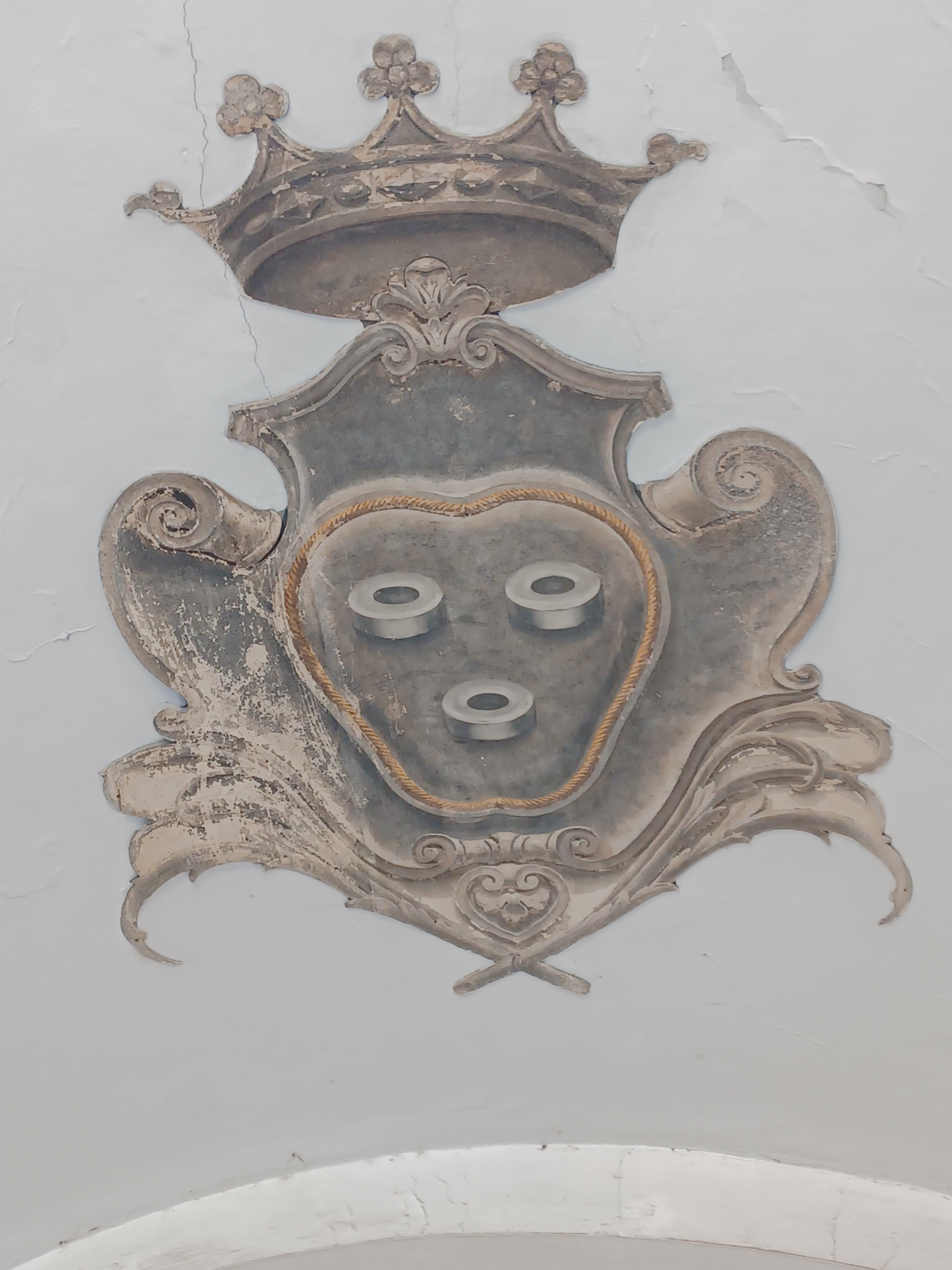
Stemma ad affresco della famiglia Moles